# Ciclismo nos Jogos Pan-Americanos de 2023 - Keirin masculino
A prova do keirin masculino do ciclismo nos Jogos Pan-Americanos de 2023 foi disputada em 27 de outubro de 2023 no Velódromo, em Peñalolén. Um total de 12 ciclistas de 11 Comitês Olímpicos Nacionais (CON) participaram do evento.

## Calendário
Horário local (UTC−3).
| Data          | Hora  | Fase          |
| ------------- | ----- | ------------- |
| 27 de outubro | 10:13 | Primeira fase |
| 27 de outubro | 18:58 | Finais        |

## Medalhistas
| Ouro   | COL Kevin Quintero  |
| Prata  | TTO Nicholas Paul   |
| Bronze | MEX Juan Ruiz Terán |

## Resultados

### Primeira fase
Os três primeiros colocados de cada bateria avançam para a final e os ciclistas restantes avançam para a disputa do 7º ao 12º lugar.
Bateria 1
| Pos. | Ciclista        | CON                | Tempo  | Notas |
| ---- | --------------- | ------------------ | ------ | ----- |
| 1    | Kevin Quintero  | COL Colômbia       | 10.229 | Q     |
| 2    | James Hedgcock  | CAN Canadá         |        | Q     |
| 3    | Juan Ruiz Terán | MEX México         |        | Q     |
| 4    | Lucas Vilar     | ARG Argentina      |        |       |
| 5    | Evan Boone      | USA Estados Unidos |        |       |
| 6    | Luis Yañez      | VEN Venezuela      |        |       |

Bateria 2
| Pos. | Ciclista            | CON                   | Tempo  | Notas |
| ---- | ------------------- | --------------------- | ------ | ----- |
| 1    | João Vitor da Silva | BRA Brasil            | 10.479 | Q     |
| 2    | Tjon En Fa Jair     | SUR Suriname          |        | Q     |
| 3    | Nicholas Paul       | TTO Trinidad e Tobago |        | Q     |
| 4    | Vicente Ramírez     | CHI Chile             |        |       |
| 5    | Alexis Domínguez    | PAR Paraguai          |        |       |
|      | Cristian Ortega     | COL Colômbia          | DSQ    |       |

### Finais
A classificação final de todos os ciclistas definem os medalhistas.
Final 7–12
| Pos. | Ciclista         | CON                | Tempo  |
| ---- | ---------------- | ------------------ | ------ |
| 7    | Lucas Vilar      | ARG Argentina      | 10.477 |
| 8    | Evan Boone       | USA Estados Unidos |        |
| 9    | Luis Yañez       | VEN Venezuela      |        |
| 10   | Alexis Domínguez | PAR Paraguai       |        |
| 11   | Vicente Ramírez  | CHI Chile          |        |

Final 1–6
| Pos.              | Ciclista            | CON                   | Tempo |
| ----------------- | ------------------- | --------------------- | ----- |
| Medalha de ouro   | Kevin Quintero      | COL Colômbia          | 9.730 |
| Medalha de prata  | Nicholas Paul       | TTO Trinidad e Tobago |       |
| Medalha de bronze | Juan Ruiz Terán     | MEX México            |       |
| 4                 | James Hedgcock      | CAN Canadá            |       |
| 5                 | Tjon En Fa Jair     | SUR Suriname          |       |
| 6                 | João Vitor da Silva | BRA Brasil            |       |